# Virginia Grace
Virginia Randolph Grace (* 9. Januar 1901 in New York City; † 22. Mai 1994 in Athen) war eine US-amerikanische Archäologin. Sie ist bekannt für ihre Erforschung antiker Amphoren, deren Stempel Aufschluss über Herstellungsort und -datum geben. Ausgehend von den Ausgrabungen auf der Athener Agora schuf sie ein umfangreiches Archiv von Amphorenstempeln aus dem gesamten Mittelmeerraum. Sie etablierte die Analyse von Amphoren als Methode der archäologischen Datierung und als Quelle für die Geschichte der antiken Wirtschaft.

## Leben und Werk

### Familie und Kindheit
Virginia Randolph Grace war die Tochter von Virginia Fitz-Randolph und Lee Ashley, der Baumwollhändler war. Sie wuchs als zweitälteste von sechs Geschwistern – fünf Schwestern und einem Bruder – in New York auf und besuchte dort die Brearley School.

### Ausbildung und Arbeit vor dem Zweiten Weltkrieg
Grace studierte Gräzistik und Englisch am Bryn Mawr College und machte ihren Bachelor-Abschluss 1922. Sie arbeitete für kurze Zeit am Metropolitan Museum of Art, bevor sie 1923 eine Reise um das Mittelmeer unternahm. Danach unterrichtete sie für einige Jahre Englisch und Mathematik an der Brearley School und weiteren Schulen. 1927 nahm sie an einem Studienprogramm an der American School of Classical Studies at Athens teil. Danach kehrte sie ans Bryn Mawr College zurück, um Klassische Archäologie zu studieren. 1930 erlangte sie dort ihren Master-Abschluss.
1931 reiste Grace mit einem Stipendium des Bryn Mawr College in die Türkei. In Pergamon sammelte sie ihre ersten Erfahrungen mit archäologischen Ausgrabungen. Dort untersuchte sie die Stempel der Dachziegel, sah aber auch die Funde an gestempelten Amphorenhenkeln und erkannte ihren Wert für die Archäologie. Im selben Jahr arbeitete sie am Ausgrabungsprojekt von Halai unter der Leitung von Hetty Goldman und an den Ausgrabungen der University of Pennsylvania in Lapithos mit.
Ab 1932 war Grace Mitarbeiterin der Ausgrabungen der Agora von Athen. Sie untersuchte die dort entdeckten Amphorenstempel. Für ihre Arbeit Stamped Amphora Handles Found in the American Excavations in the Athenian Agora erhielt sie 1934 einen Ph.D.
1935 begann Grace, wiederum unter der Leitung von Hetty Goldman, die Amphorenhenkel der Ausgrabungen in Tarsos zu untersuchen. Ab 1936 wurde sie Special Research Fellow der Agora-Grabung in Athen für die Untersuchung der Amphorenhenkel. Die Untersuchungen finanzierte die American School of Classical Studies at Athens mit aufeinanderfolgenden kleinen Stipendien. Für vergleichende Studien an anderen Ausgrabungsstätten musste Grace weitere Stipendien einwerben. 1938 erhielt sie ein Guggenheim-Stipendium für Reisen nach Alexandria, Antiochia, Tarsos, Zypern und Korinth.

### Tätigkeit im Zweiten Weltkrieg
Virginia Grace war gerade von ihrer Forschungsreise nach Athen zurückgekehrt, als der Zweite Weltkrieg begann. Sie hatte ein Schiffsticket für die Überfahrt in die USA, überließ es aber im letzten Moment einer Bekannten, damit diese ihre achtjährige Tochter in Sicherheit bringen konnte. So blieb Grace in Athen und setzte ihre Studien in der Bibliothek fort. Ab September 1940 wohnte sie aus Sicherheitsgründen auch in der American School. Als im Oktober 1940 das faschistische Italien Griechenland angriff, verließ Virginia Grace als letzte die American School. Sie reiste zuerst nach Istanbul, dann nach Zypern, wo sie die Ausgrabungen im antiken Kourion fortsetzte. Auf Zypern absolvierte sie eine Fortbildung zur Krankenschwester bei der British Army und versorgte in den folgenden zwei Jahren britische Soldaten, die dorthin evakuiert worden waren. Als schließlich auch auf Zypern keine archäologische Feldforschung mehr möglich war, brachte sie die Funde der Grabungen in Sicherheit und floh nach Alexandria.
1942 verpflichtete sich Grace für das Office of Strategic Services, den Geheimdienst des Kriegsministeriums der Vereinigten Staaten. Sie arbeitete als erstes am US-amerikanischen Generalkonsulat in Kairo, wo sie Nachrichten dekodierte und aus dem Griechischen übersetzte. Dort arbeitete sie mit anderen US-amerikanischen Archäologen zusammen, die das Office of Strategic Services angeworben hatte. Das Dekodieren und Katalogisieren von Nachrichten machte ihr Freude, und sie verglich es mit ihrer Arbeit als Archäologin. Nach der britischen Niederlage gegen die deutschen Truppen in Nordägypten musste das Personal des Konsulats nach Khartum evakuiert werden. Virginia Grace versteckte vorher ihre Dokumente der Agora-Grabung in einem der Königsgräber von Gizeh. Zwischen 1942 und 1945 arbeitete sie in Khartum, Asmara (Eritrea), Ankara, Istanbul, Izmir und schließlich wieder in Kairo. Bei Kriegsende war Grace die letzte Person im Büro des Geheimdienstes in Kairo und hatte die Aufgabe, dessen Unterlagen zu vernichten.

### Nachkriegszeit
Noch während des Krieges war Grace als Gastwissenschaftlerin an die Princeton University eingeladen worden. 1945 reiste sie in die USA und blieb drei Jahre in Princeton, wo sie ihre vergleichende Studie der Amphorenstempel wieder aufnahm und weitere Teile ihres Archivs veröffentlichte, das inzwischen Informationen über mehr als 100.000 Amphorenstempel umfasste. 1949 kehrte sie nach Griechenland zurück. Von da an widmete sie sich bis ans Ende ihres Lebens ihrem Amphorenprojekt, für das sie nun mehrere Mitarbeiter anstellen konnte. Sie klassifizierte die Amphorenhenkel aus den Sammlungen des Archäologischen Nationalmuseums in Athen und der Karls-Universität in Prag und die der Ausgrabungen auf Rhodos und Delos, letztere in Zusammenarbeit mit der École française d’Athènes. Nach wie vor hatte Grace keine feste Anstellung, sondern lebte von kleineren Stipendien der American School und der Unterstützung ihrer Familie. 1950 erhielt sie ein Fulbright-Stipendium, mit dem sie sich ihre Forschungen auf Rhodos finanzierte, und 1954 ein zweites Guggenheim-Stipendium.
In ihrem 1961 veröffentlichten populärwissenschaftlichen Buch Amphoras and the Ancient Wine Trade machte Grace ihre Forschungsmethode einem breiteren Publikum bekannt. Sie analysierte die Weinamphoren im Schiffswrack von Antikythera und datierte sie zwischen 80 und 70 v. Chr. Damit trug sie erheblich zur Datierung des gesamten Wracks bei. Eines ihrer wichtigsten Forschungsergebnisse war die Datierung der Mittel-Stoa der Athener Agora. Anhand der in der Verfüllung des Fundaments gefundenen Amphorenhenkel bestimmte sie deren Bauzeitpunkt auf ca. 183 v. Chr. Durch diesen Erfolg konnte Grace die Bedeutung ihrer Amphorenstudien belegen und die Zukunft ihres Projekts sichern. Ihr Archiv umfasste zum Schluss rund 150.000 Amphorenstempel, davon etwa 25.000 von der Athener Agora. Ihre Mitarbeiter führten es nach ihrem Tod weiter.
Grace lebte bis zu ihrem Tod im Jahr 1994 in Athen. Ihre Amphorenstempel-Kartei, ihre wissenschaftliche Korrespondenz und ihre Privatbibliothek verwahrt die Blegen Library der American School of Classical Studies at Athens.

## Ehrungen
1989 erhielt Grace die Goldmedaille des Archäologischen Instituts von Amerika.

## Schriften (Auswahl)
Siehe Bibliography of Virginia R. Grace. In: Hesperia. Journal of the American School of Classical Studies at Athens. Band 51, 1982, S. 365–367 (Digitalisat).
- The Stamped Amphora Handles Found in the American Excavations in the Athenian Agora 1931–1932. A Catalogue Treated as a Chronological Study. Harvard University Press, Cambridge 1934.
- Wine Jars. In: The Classical Journal Band 42, 1947, S. 443–452.
- The Canaanite Jar. In: Saul Weinberg (Hrsg.): The Aegean and the Near East. J. J. Augustin, Locust Valley 1956, S. 80–109.
- Les timbres amphoriques de Thasos. (= Études thasiennes. Band 4.) E. de Boccard, Paris 1957 (mit Anne-Marie Bon und Antoine Bon).
- Amphoras and the Ancient Wine Trade. (= Excavations of the Athenian Agora. Picture Book. Band 6.) American School of Classical Studies at Athens, Princeton 1961.
- mit Gladys Davidson Weinberg, G. Roger Edwards: The Antikythera Shipwreck Reconsidered. (= Transactions of the American Philosophical Society New series Band 55, Teil 3.) American Philosophical Society, Philadelphia 1965.
- mit Oskar Ziegenaus und Gioia De Luca: Das Asklepieion (= Altertümer von Pergamon. Band 11). W. de Gruyter, Berlin 1968.
- mit Philippe Bruneau, Claude Vatin, Ulpiano Bezerra de Meneses u. a.: Exploration archéologique de Délos. Faite par l'École Française d'Athènes. Band 27: L'îlot de la Maison des comédiens. E. de Boccard, Paris 1970.
- Stamped Amphora Handles. In: Jan Bouzek (Hrsg.): Anatolian Collection of Charles University. Kyme I. Universita Karlova, Prag 1974, S. 89–98.
- The Middle Stoa Dated by Amphora Stamps. In: Hesperia. Journal of the American School of Classical Studies at Athens. Band 54, 1985, S. 1–54.